# طبل
طبل نوعی ساز موسیقی از دسته سازهای کوبه‌ای است.
طبل تشکیل شده از حداقل یک پوسته، به نام پوسته طبل، که به منظور ایجاد صدا بر روی بدنه آن کشیده شده‌است. طبل یکی از قدیمی‌ترین و پرکاربردترین سازهای دنیا به‌شمار می‌رود، و طرح اولیه آن طی صدها سال بدون هیچ تغییری ثابت مانده‌است.

## ساختار
دهانه بدنه که پوسته طبل بر روی آن کشیده می‌شود به‌طور ثابت دایره می‌باشد، اما شکلِ دیگر قسمت‌های آن بسیار گوناگون است. در موسیقی سنتی غرب، رایج‌ترین شکل آن استوانه است. سر دیگر طبل ممکن است باز باشد یا روی آن هم پوسته کشیده باشند، که به آن طبل دوسر می‌گویند. معمولاً در بین دو سر این نوع طبل‌ها حفره‌ای ایجاد می‌کنند تا صدا تشدید شود.
در گذشته طبل به جز کاربرد در زمینه موسیقی، در ارتباطات نیز کاربرد داشته، و بعضی مواقع از آن برای فرستادن پیام نیز استفاده می‌کردند.